# Lavaux
A Lavaux vagy lavaux-i régió, hivatalos megnevezéssel Lavaux teraszos szőlőültetvényei 2007 óta világörökségi védelmet élvező szőlővidék elnevezése Svájcban, Vaud kantonban, az Alpok délnyugati előterében, a Genfi-tó északi partvidékén. A déli fekvésű domboldal mérsékelt klímája és mészkőtalaja kedvez a szőlészetnek és a borászatnak. A 898 hektárnyi területet elfoglaló mintegy tízezer, kőtámfalú terasz a Lausanne és Montreux között húzódó lankás tóparton épült ki. Az itt termő legismertebb fajta a chasselas (saszla). A mintegy 5600 fős lakosságú lavaux-i kultúrtáj tizennégy település külterületi, esetenként belterületi részét foglalja magában, ezek nyugatról kelet felé: Lutry, Villette, Grandvaux, Cully, Riex, Épesses, Puidoux, Chexbres, Rivaz, Saint-Saphorin, Chardonne, Corseaux, Jongny, Corsier-sur-Vevey.

## Történelme
A területen már a római korban termesztettek a szőlőt, de a mai ültetvények előzményei csak a középkorig nyúlnak vissza. A szőlőültetvényeket bencés és cisztercita szerzetesek építették ki, írott források szerint legkésőbb a 12. században, az egy évszázaddal korábban a lausanne-i püspöktől kapott földeken. A 14. század végén a kolostorok mellett már a püspök, tehetős berni és lausanne-i kereskedők, valamint maga a konföderáció is birtokoltak szőlőskerteket. A második világháború lezárultáig a szőlőtulajdonosok komplex gazdasági egységeket irányítottak, állattartással, földműveléssel és erdőgazdálkodással is foglalkoztak. Több szőlészet apáról fiúra öröklődött a 16. századtól egészen napjainkig.
A lavaux-i kultúrtáj minden eleme magán viseli a gazdálkodás és a tulajdonosi szerkezet elmúlt évezredbeli változásait, ma is láthatóak a különféle korok lakó- és gazdasági épületei (lakóházak alatti borospincék, erődített lakótornyok, malmok, a szőlészethez kötődő emlékek stb.). A régió szőlőtermesztési rendszere mindig szép példája volt a változó korok változó igényeihez való igazodásnak, annak, ahogy innovációk során keresztül a kolostori szőlőkertek és napjaink chasselas-teraszai mindenkor megbecsült, minőségi bort állítottak és állítanak elő. 

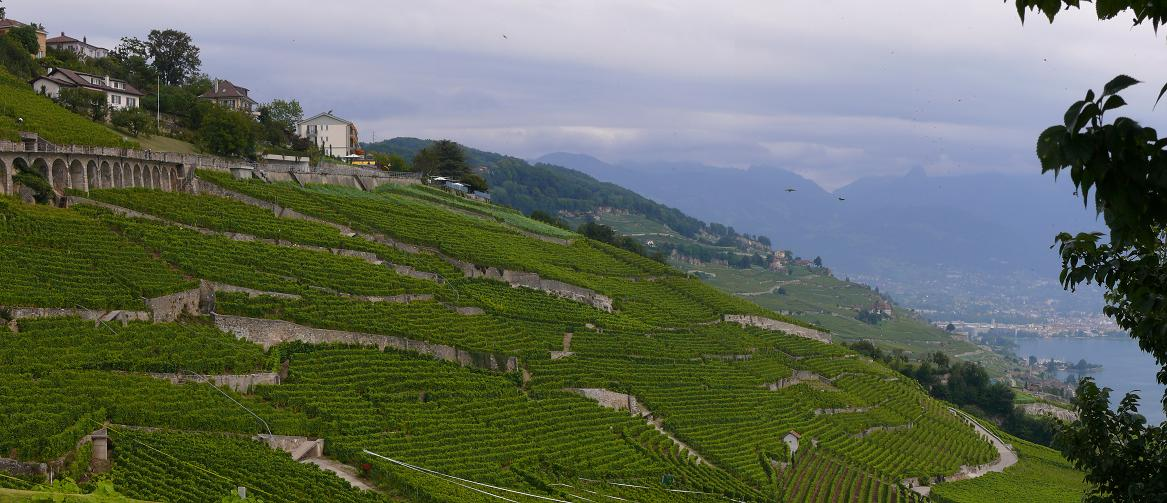
A Dézaley-szőlőhegy Épesses felől